# Qendër Koplik
Qendër Koplik è una frazione del comune di Malësi e Madhe in Albania (prefettura di Scutari).
Fino alla riforma amministrativa del 2015 era comune autonomo, dopo la riforma è stato accorpato, insieme agli ex-comuni di Gruemirë, Kastrat, Kelmend, Koplik e Shkrel a costituire la municipalità di Malësi e Madhe.